# Michael Chapdelaine
Michael Chapdelaine (* 1956 in San Diego, Kalifornien; † 16. November 2023) war ein US-amerikanischer Gitarrist und Komponist.
Chapdelaine war Professor der Musik und leitete den Gitarrenbereich an der Universität von New Mexico.
Er starb am 16. November 2023 im Alter von 67 Jahren.

## Diskografie
- The dbx Reels (1989)
- Mexico (1992)
- Time-Life Music’s „With Love“ (1995)
- Land of Enchantment (1998)
- Spanish Roses (1999)
- Yamaha Sampler (2001)
- Replay (2001)
- Bach Is Cool (2004)
- Guitar for Christmas (2003)
- Portrait de femme (2005)
- Grapevine Reserve (2005)